# Delta Force Mobile
Delta Force Mobile — відеогра.

## Опис
Таємнича організація, пов'язана з радянською мафією, загрожує взяти управління над супутниками зв'язку. Тільки бійці із загону Delta в змозі протистояти цим добре навченим найманцям на всій величезній території, від сибірської тундри до Естонії. Можна використовувати різну зброю та взяти на себе управління декількома транспортними засобами, щоб протистояти ворогам. 

## Особливості
- Всі дії гри будуть протікати в міських умовах (подібно Delta Force: Urban Warfare)
- Зазвичай гра називається просто Delta force, однак нічого спільного з першою частиною у неї немає.

## Системні вимоги
- Екран: 176x208/176x220, кольоровий
- Розмір файлу: 352 Кілобайт